# Bab Chorfa

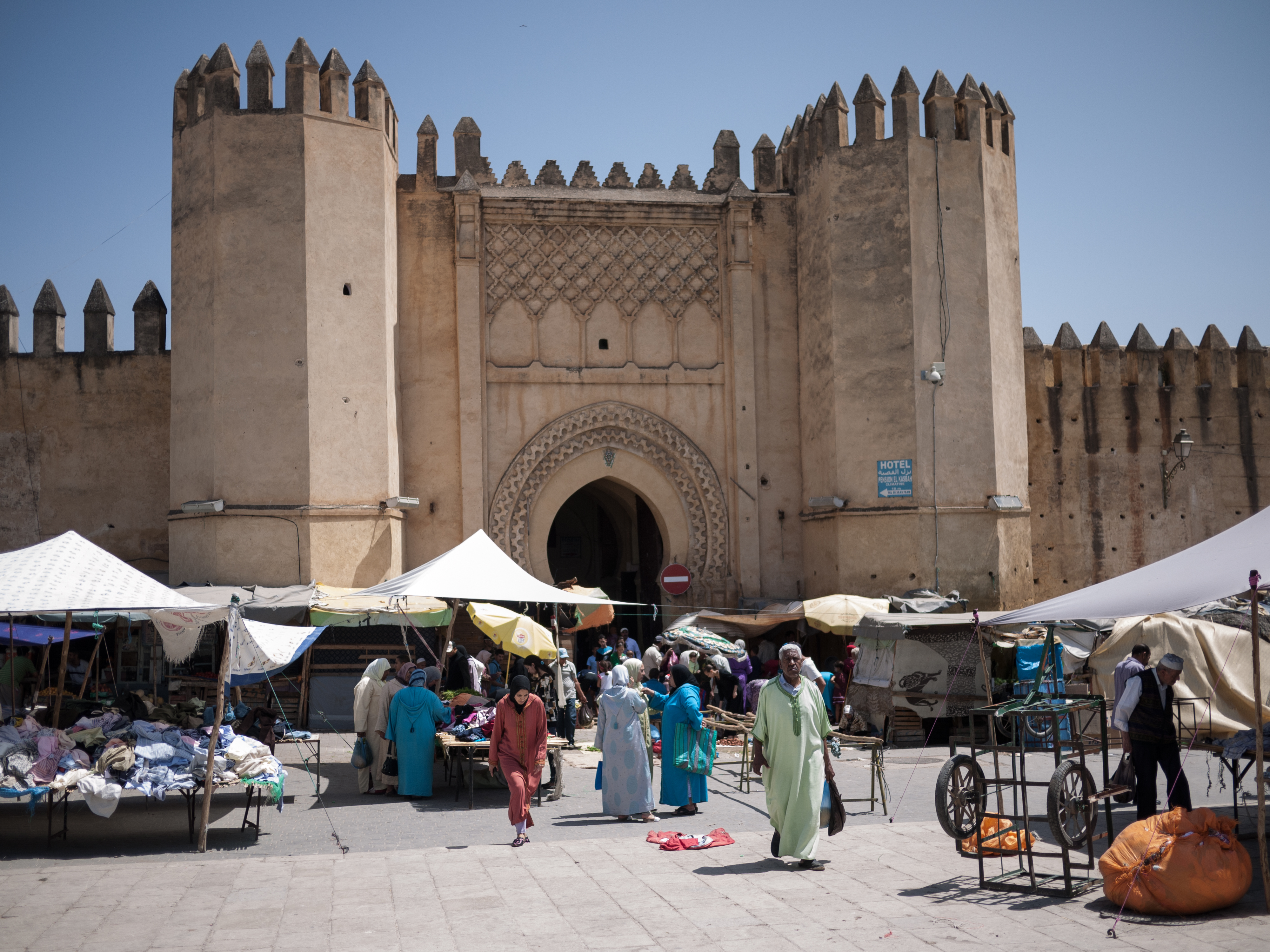
Bab Chorfa am Westrand der Medina von Fès

Das Bab Chorfa (arabisch باب الشرفاء, DMG Bāb aš-Šurafāʾ ‚Scherifen-Tor‘) ist ein Stadttor aus merinidischer Zeit im äußersten Westen der Medina von Fès in Marokko. Es ist der größte und imposanteste mittelalterliche Torbau von Fès. Als Teil der Medina zählt es seit dem Jahr 1981 zum UNESCO-Welterbe, doch wird es von Touristen im Allgemeinen nur wenig beachtet.

## Lage
Das Bab Chorfa ist nur wenige Meter vom almohadischen Bab Mahrouk (um 1210) und vom neuzeitlichen Bab Boujeloud (um 1913) entfernt. Der Busbahnhof von Fès und das Hotel des Merinides liegen nur etwa 200 bzw. 600 m nordöstlich. Auf dem Platz vor dem Tor finden täglich Märkte statt.

## Geschichte
Zur Geschichte des Tors ist nichts bekannt. Allgemein wird jedoch das 14. Jahrhundert als Bauzeit angenommen. Somit wird es der Regierungszeit der Meriniden zugerechnet. Es ähnelt bis zu einem gewissen Grad dem eindeutig merinidischen Torbau in der Umfassungsmauer der Chellah in der marokkanischen Hauptstadt Rabat.

## Architektur und Dekor
Das einportalige Tor wird von zwei mächtigen, polygonal gebrochenen Bastionen begleitet. Der von einem Alfiz gerahmte Hufeisenbogen des Mittelteils ist mehrfach abgestuft; die beiden äußeren Bögen sind mit kleinen Blendbögen geschmückt. Darüber befindet sich ein Dekor aus Blendarkaden, deren sich überschneidende Bögen ein potentiell unendliches Rautendekor bilden. Der gewölbte Eingangsbereich zur Medina ist – wie bei vielen Torbauten der islamischen Welt – um 90 Grad abgewinkelt. Auf dem Tor und der angrenzenden Stadtmauer aus Stampflehm befindet sich ein – ursprünglich wahrscheinlich anders gestalteter – Zinnenkranz.